# Municipio de San Lucas Zoquiápam
El municipio de San Lucas Zoquiápam (del mazateco: lugar lodoso)es uno de los 570 municipios que conforman al estado mexicano de Oaxaca. Pertenece al distrito de Teotitlán, dentro de la Sierra de Flores Magón. Su cabecera es la localidad homónima.

## Geografía
El municipio abarca 64.72 km² y se encuentra a una altitud promedio de 1630 m s. n. m., oscilando entre 2700 y 1100 m s. n. m.
Colinda al norte con los municipios de San Jerónimo Tecóatl, Santa Cruz Acatepec y el municipio de San Mateo Yoloxochitlán; al este con el municipio de Huautla de Jiménez, el municipio de Mazatlán Villa de Flores y San Mateo Yoloxochitlán; al sur con Mazatlán Villa de Flores; y al oeste con el municipio de San Juan de los Cués, San Martín Toxpalan y San Jerónimo Tecóatl.

### Fisiografía
El municipio pertenece a la subprovincia de las sierras orientales, dentro de la provincia de la Sierra Madre del Sur. El 69% de su territorio lo abarca el sistema de topoformas de la sierra de cumbres tendidas y el 32% restante pertenece a la sierra alta compleja.

### Hidrografía
San Lucas Zoquiápam se encuentra en la cuenca del río Papaloapan, dentro de la región hidrológica del Papaloapan. El 70% de su territorio se encuentra en la subcuenca del río Petlapa, el 30% restante lo abarca el río Blanco, aparte de esto tiene una pequeña superficie correspondiente a la subcuenca del río Salado, que es menor al 0.1%. Los principales ríos de la demarcación son el río Grande, el río Palmar, el río Delgado y el río San Juan.

## Clima
El clima del municipio es templado húmedo con abundantes lluvias en verano en el 81% de territorio, semicálido húmedo con lluvias todo el año en el 13%, semicálido subhúmedo con lluvias en verano en el 3% y templado subhúmedo con lluvias todo el año en el 2% restante. El rango de temperatura promedio es de 14 a 22 grados celcius, el rango de precipitación promedio es de 1000 a 2500 mm.

## Demografía
De acuerdo al último censo, realizado por el INEGI en 2010, en el municipio habitan 7554 personas, repartidas entre 30 localidades. Del total de habitantes de San Lucas Zoquiápam. 6410 personas dominan alguna lengua indígena.

### Grado de marginación
De acuerdo a los estudios realizados por la Secretaría de Desarrollo Social en 2010, 61% de la población del municipio vive en condiciones de pobreza extrema. El grado de marginación de San Lucas Zoquiapam es clasificado como Muy alto. En 2013 el municipio fue incluido en la Cruzada nacional contra el hambre.

## Gobierno
El municipio se rige mediante el sistema de usos y costumbres, eligiendo gobernantes cada tres años de acuerdo a un sistema establecido por las tradiciones de sus antepasados.